# ثقبة بين البطينات
في الدماغ، الثقبة بين البطينات (أو ثُقْبَةُ مونرو) هي قنوات تربط زوج البطينين الجانبيين بالبطين الثالث في خط الوسط من الدماغ. بموجب عملها كقنوات، تسمح الثقبة بين البطينات للسائل الدماغي الشوكي المنتج في البطينات الجانبية العبور إلى البطين الثالث ومن ثم إلى بقية جهاز البطين الدماغي. تحتوى جدرانها على الضفيرة المشيموية، وهي جهاز متخصص في إنتاج السائل الدماغي الشوكي، ويتصل هذا الجهاز بنظرائه في كل من البطينين الجانبيين والبطين الثالث الواقعين من فوقه وأسفل منه.

## التركيب
هي ثقبان يصلان البطين الأيمن الجانبي والبطن الأيسر الجانبي بالبطين الثالث، وهما يقعان بجوار خط المنتصف للبطين الجانبي،ويلتحم بالبطين الثالث في مكان التقاء سقف البطين الجانبي مع جداره الأمامي،  ويوجد قبو الدماغ من أمامه والمهاد من خلفه، شكله هلالي الشكل لكنه يتدور ويزداد حجما اعتمادا على حجم البطينين الجانبيين.

## التطور
ينشأ الجهاز البطيني في المرحلة الجنينبة من الأنبوبة العصبية، يظل البطينان الجانبيان متصلان بالبطين الثالث طوال تطورهما، بل إنهما يتطوران كنتوئين ناشئين من البطين الثالث، تتطور الثقوب البين بطينية ببطء في الإتجاه الأمامي والخارجي مع زيادة قبو الدماغ في الحجم.

## الوظيفة
تصل الثقوب البين بطينية ما بين البطينين الجانبيين والبطين الثالث، مما يسمح للسائل الدماغي الشوكي المنتج في البطينين الجانبيين بالوصول إلى البطين الثالث ومن ثم بقية الجهاز البطيني للمخ.
يتسبب الثقب بين البطينين في الأمراض حينما يضيق أو ينسد، يشيع تضيق الثقب أكثر في الأطفال وله علاقة بالإلتهابات أو العيوب الخلقية، خاصة العدوى المتنقلة عموديا، وكذلك بالمشاكل التي تحدث أثناء النمو وخاصة تلك التي تشمل الشريان القاعدي والضفيرة المشيموية.
العرض الأكثر شيوعا للإنسداد هو الصداع، تشمل الأعراض الأخرى الإغماء والخرف وفقدان الوعي، وترتبط كل هذه الأعراض باستسقاء الرأس الإنسدادي على الجانب المتأثر أو كلا الجانبين. يتم تشخيص استسقاء الرأس إما بالتصوير المقطعية المحوسب أو بالتصوير بالرنين المغناطيسي للدماغ، يكون العلاج باستخدام منظار ضوئي لتوسيع الثقب المتضيق أو لإحداث ثقب جديد في الحاجز الشفاف ما بين البطينين الجانبيين، أما إذا كان حجم الكتلة كبيرا أو كانت الكتلة غير قابلة للإزالة فيتوجب إما جراحة مفتوحة أو إدخال أنبوبة تصل ما بين البطينين والغشاء المصلى البطني.

## أهمية سريرية
قد يسبب الالتهاب، أو الورم، أو حالات طبية أخرى انسداد الثقبة بين البطينات والذي قد يؤدي إلى موه رأس باطني.

## التاريخ
سُميت الثُقبة باسم الطبيب الإسكتلنديّ، وخريج كلية الطب في جامعة إدنبرة ألكسندر مونرو [الإنجليزية] الذي أكتشف لأول مرة الثقبة المتضخمة في حالة استسقاء الرأس في عرضٍ تقديميٍّ إلى الجمعية الملكية في إدنبرة عام 1764، ورصد بعد ذلك بنية ووظائف الجهاز العصبي في منشوره عام 1783.